# Gabriel de Hédouville
Gabriel-Marie-Théodore-Joseph de Hédouville detto anche Thomas Hédouville (Laon, 27 luglio 1755 – Brétigny-sur-Orge, 30 marzo 1825) è stato un generale e diplomatico francese.

## Biografia

### I primi anni
Nato a Laon nel 1755, Gabriel era figlio di un ufficiale d'esercito. Studiò al collegio militare di La Flèche divenendo paggio della regina Maria Leszczyńska e successivamente frequentando la École militaire di Parigi da dove uscì col grado di sottotenente nel 1773. Raggiunse il grado di tenente nel 1788, poi quello di aiutante generale e tenente colonnello già dal 1792. Combatté nella battaglia di Valmy il 20 settembre 1792 e venne promosso generale di brigata e capo dello staff dell'Armata della Mosella nel marzo successivo. Si distinse quindi nella battaglia di Kaiserslautern. Ad ogni modo, in quanto aristocratico, venne sospeso dall'esercito ed imprigionato come sospetto, ma venne liberato il 9 termidoro dell'anno II (27 luglio 1794), riammesso nell'esercito col grado di generale di brigata ed inviato presso Brest. Nel novembre del 1795 venne promosso al rango di generale di divisione e capo dell'armata di Cherbourg, sotto il comando di Lazare Hoche. Agli ordini di Hoche stesso portò avanti la pacificazione del fronte occidentale che si era rivoltato contro il regime repubblicano.
Comandò temporaneamente l’Armée des côtes de l'Océan in sostituzione di Hoche dal 10 luglio a metà agosto del 1796.

### Santo Domingo

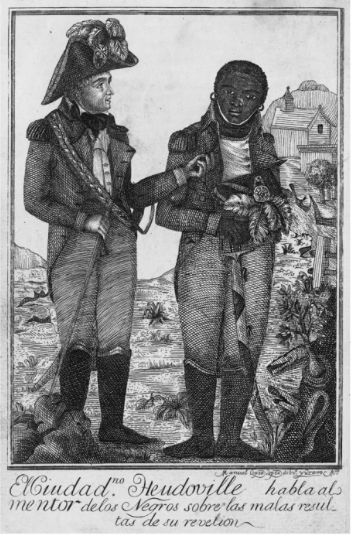
Il generale Hédouville e Toussaint Louverture

Imbarcatosi per la colonia francese di Santo Domingo nel 1798 come governatore durante il secondo mandato di Léger-Félicité Sonthonax, incoraggiò i dissensi tra André Rigaud e Toussaint Louverture che scatenarono poco dopo la rivoluzione haitiana.
La leadership militare di Toussaint nel corso della rivoluzione haitiana portò alla rivolta di molti schiavi ed alla restaurazione di gran parte dell'isola sotto il controllo Francese. Quando ad ogni modo ottenne il controllo completo di Haiti, Toussaint non la cedette come convenuto alla Francia e continuò effettivamente a governarla autonomamente. Hédouville venne costretto a tornare in Francia. Ad ogni modo, prima di partire, riuscì ad ottenere il rilascio di André Rigaud.

### Il Consolato e la Restaurazione

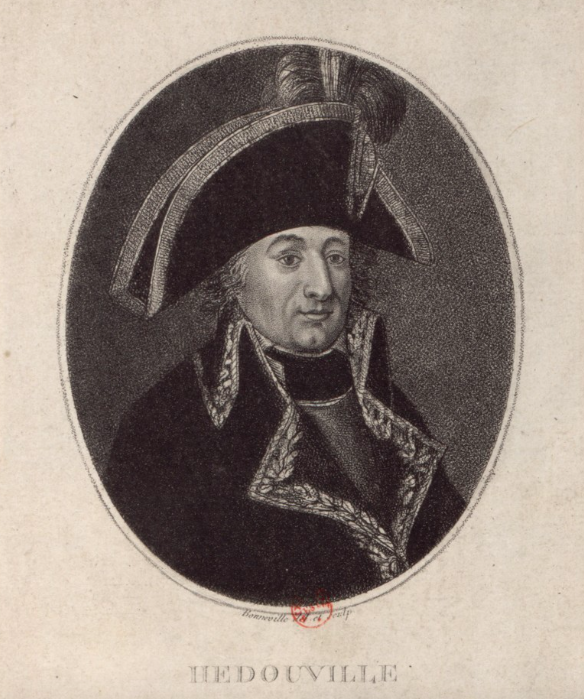
Gabriel de Hédouville, generale in capo dell' armée de l'Ouest

Dopo questo periodo a Santo Domingo, Hédouville tornò in Francia dove venne impiegato nell' Armée d'Angleterre per poi fare ritorno nella Francia occidentale nel gennaio del 1800 per ottenere da Hoche il ruolo di comandante in capo dell' armée de l'Ouest. Nuovamente si trovò a negoziare una pace coi realisti. Nominato ministro plenipotenziario della Francia a San Pietroburgo durante il periodo del Consolato, rimase in carica dal 1801 al 1804, anno quest'ultimo in cui lo zar ruppe le proprie relazioni diplomatiche con la Francia. Hédouville lasciò San Pietroburgo il 7 giugno 1804. Il 1º febbraio 1805 divenne membro del senato francese e venne nobilitato col titolo di conte dell'Impero. Rimasto nell'animo un monarchico, fu tra i primi ad accogliere entusiasta il ritorno di Luigi XVIII di Francia nel 1814.

## Araldica
|  |

|  |